# Полонина Кукул
Полони́на Куку́л — полонина в Український Карпатах, у межах хребта Кукул (г. Кукул — 1539 м н. р. м.), адміністративно розташована в межах Закарпатської області. Приблизна висота над рівнем моря — 1440 м. 
Відстань до хутора Завоєла — 5 км. Відстань до дороги спортбаза «Заросляк» — смт Ворохта — 4 км. Полонину можна умовно поділити на дві частини, одна з яких лежить вище, а інше називають «заднім полем». На полонині є 7 будівель.

## Традиційне господарство
На полонині Кукул ведеться традиційне високогірне господарство. Тут випасають корів, яких є близько 50-ти голів. На полонині виробляють традиційні гуцульські сири — будз, бринзу та вурду. 

## Література

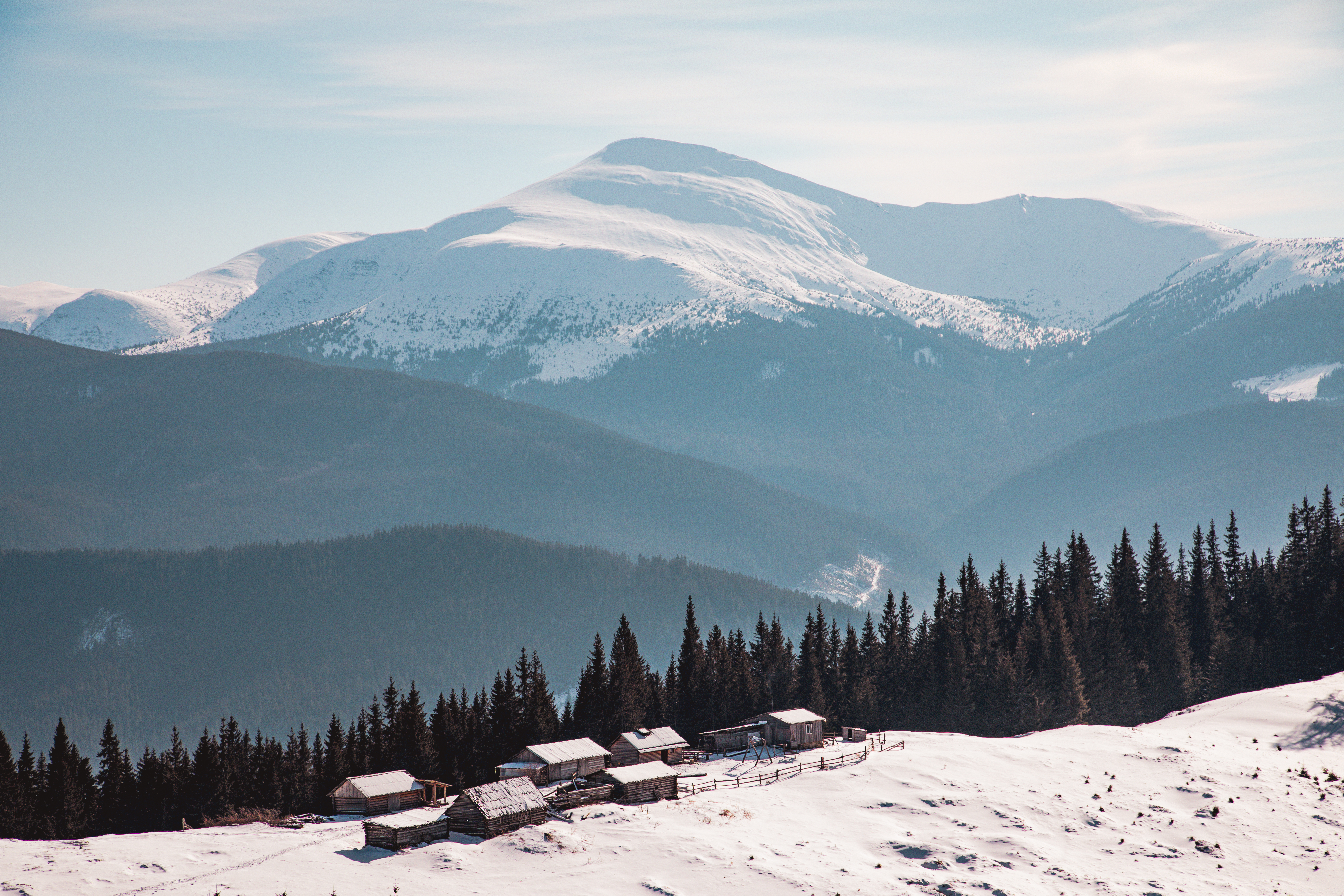
Вид на Говерлу. Автор: [https://www.instagram.com/tandyryak.expedition Андрій Тандиряк